# پترونل بورخرهوف
پترونل بورخرهوف (انگلیسی: Petronella Burgerhof; ۶ دسامبر ۱۹۰۸ – ۱۵ سپتامبر ۱۹۹۱) ژیمناست هنری اهل هلند بود.